# Valerijonas Balčiūnas
Valerijonas Balčiūnas (* 14. Novemberjul. / 27. November 1904greg. in Minsk; † 18. Dezember 1984 in Pompano Beach) war ein litauischer Fußballspieler, -schiedsrichter, -funktionär und Ökonom sowie Basketballspieler und -schiedsrichter. Mit der Litauischen Fußballnationalmannschaft nahm er an den Olympischen Sommerspielen 1924 teil. Bei der Basketball-Europameisterschaft 1939 war er als Schiedsrichter tätig.

## Karriere und Leben
Valerijonas Balčiūnas wurde in Minsk, im gleichnamigen Gouvernement, im damaligen Russischen Kaiserreich geboren. 1932 schloss er sein Studium an der Vytautas-Magnus-Universität in Kaunas ab. Er war Leiter der Agrardirektion des Statistikamtes im Landwirtschaftsministerium. Während der deutschen Besatzung Litauens im Zweiten Weltkrieg lehrte er an der Fakultät für Bauwesen der Vytautas-Magnus-Universität.
In den Jahren 1923 bis 1927 spielte er Fußball in den Mannschaften von LFLS Kaunas und Kovas Kaunas und wurde insgesamt viermal Litauischer Meister. Der Torwart spielte zudem in der Litauischen Fußballnationalmannschaft. Mit der Mannschaft nahm er 1924 am olympischen Fußballturnier in Paris teil. Nach dem Ausscheiden in Paris stand Balčiūnas im Tor der Nationalmannschaft in einem Freundschaftsspiel gegen Ägypten und verlor mit 0:10, was bis heute die höchste Niederlage in der Länderspielgeschichte Litauens darstellt. (Stand: April 2024) In den nächsten zwei Jahren bestritt Balčiūnas drei weitere Länderspiele, darunter Litauens ersten Länderspielsieg gegen Estland.
Er war seit 1924 als Fußballschiedsrichter in der Litauischen Meisterschaft aktiv. Zwischen 1928 und 1940 leitete Balčiūnas insgesamt fünf Länderspiele. Balčiūnas war zudem Vorsitzender des Gründungsvorstandes der Litauischen Fußballliga im Jahr 1923 und Sekretär dieser Liga. Er hatte verschiedene Positionen im Litauischen Fußballverband inne, so war Balčiūnas 1933 Leiter des Fußballkomitees, 1936 stellvertretender Vorsitzender und Leiter der Sportpropaganda.
Am 13. Dezember 1925 spielte er im ersten offiziellen Länderspiel der Litauischen Basketballnationalmannschaft gegen Lettland in Riga das mit einer 20:41-Niederlage endete. Balčiūnas war einer der Pioniere und Förderer des Basketballs in Litauen das später zum  Nationalsport wurde. Er war unter anderem Chefschiedsrichter der Basketball-Europameisterschaft 1939 in Kaunas.
Er floh 1944 nach Deutschland in das litauische Exillager nach Göttingen. 1949 wanderte er in die Vereinigten Staaten aus. Er erhielt später die US-amerikanische Staatsangehörigkeit und war fortan als Valerian Balciunas bekannt. Von 1958 bis 1961 unterrichtete er Mathematik in Hartford und von 1962 bis 1972 in Middletown. Von 1975 bis 1978 war er Vorsitzender der litauischen Gemeinde im Raum Hartford.
Er starb 1984 im Alter von 80 Jahren in Pompano Beach.

## Erfolge
mit dem LFLS Kaunas:
- Litauischer Meister: 1922

mit Kovas Kaunas:
- Litauischer Meister: 1924, 1925, 1926